# Necrîte, Korop
Necrîte (în ucraineană Некрите) este un sat în comuna Luknove din raionul Korop, regiunea Cernihiv, Ucraina.

## Demografie
Componența lingvistică a localității Necrîte
     Ucraineană (90,91%)
     Rusă (9,09%)
Conform recensământului din 2001, majoritatea populației localității Necrîte era vorbitoare de ucraineană (90,91%), existând în minoritate și vorbitori de rusă (9,09%).